# Elisabeth Maria Post
Elisabeth Maria Post, née à Utrecht le 22 novembre 1755 et morte à Epe le 3 juillet 1812, est une poétesse et prosatrice.

## Biographie

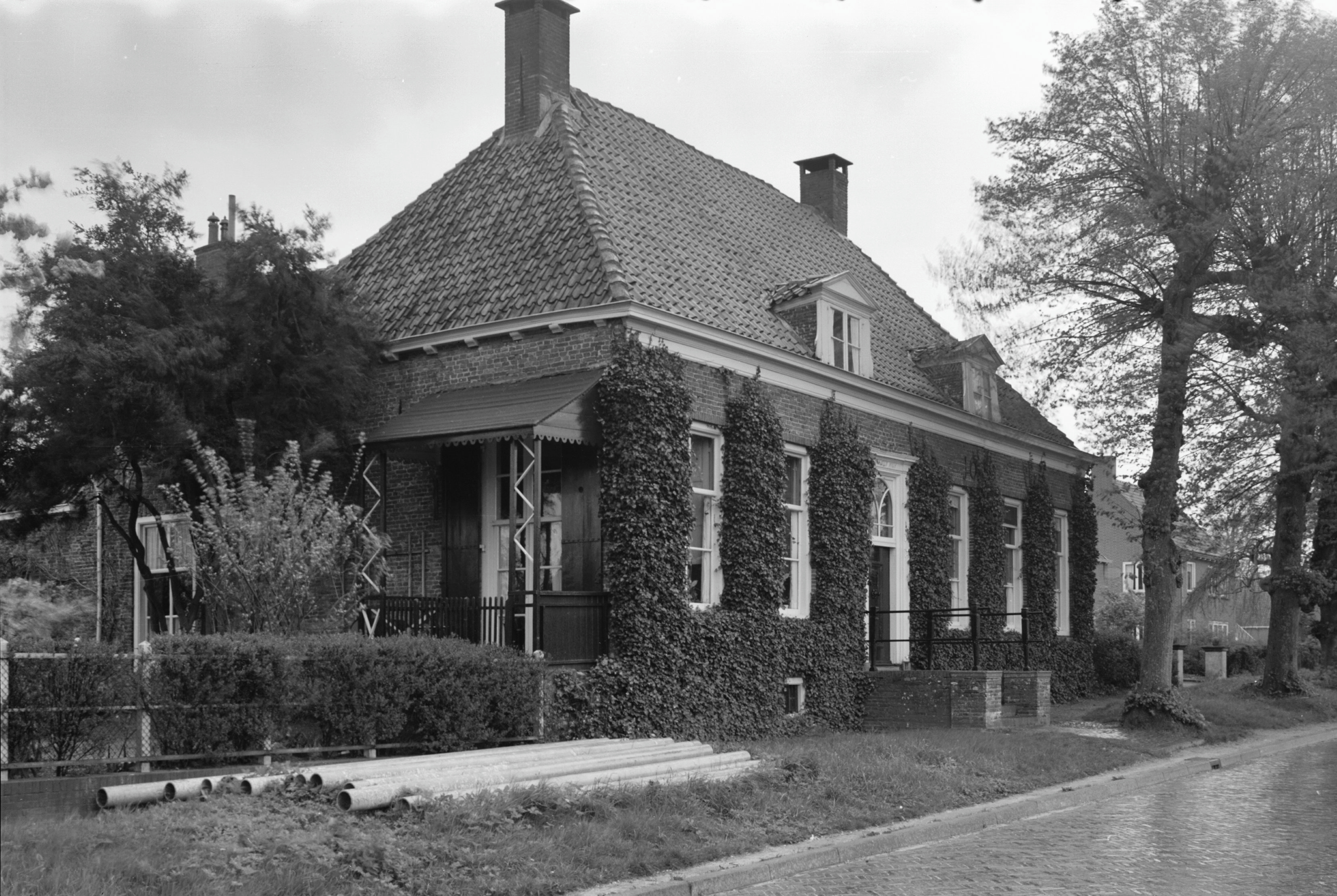
À Amerongen, la famille d'Elisabeth Maria Post habitait au Drostehuis, la maison du bailli, ici photographiée en 1962.

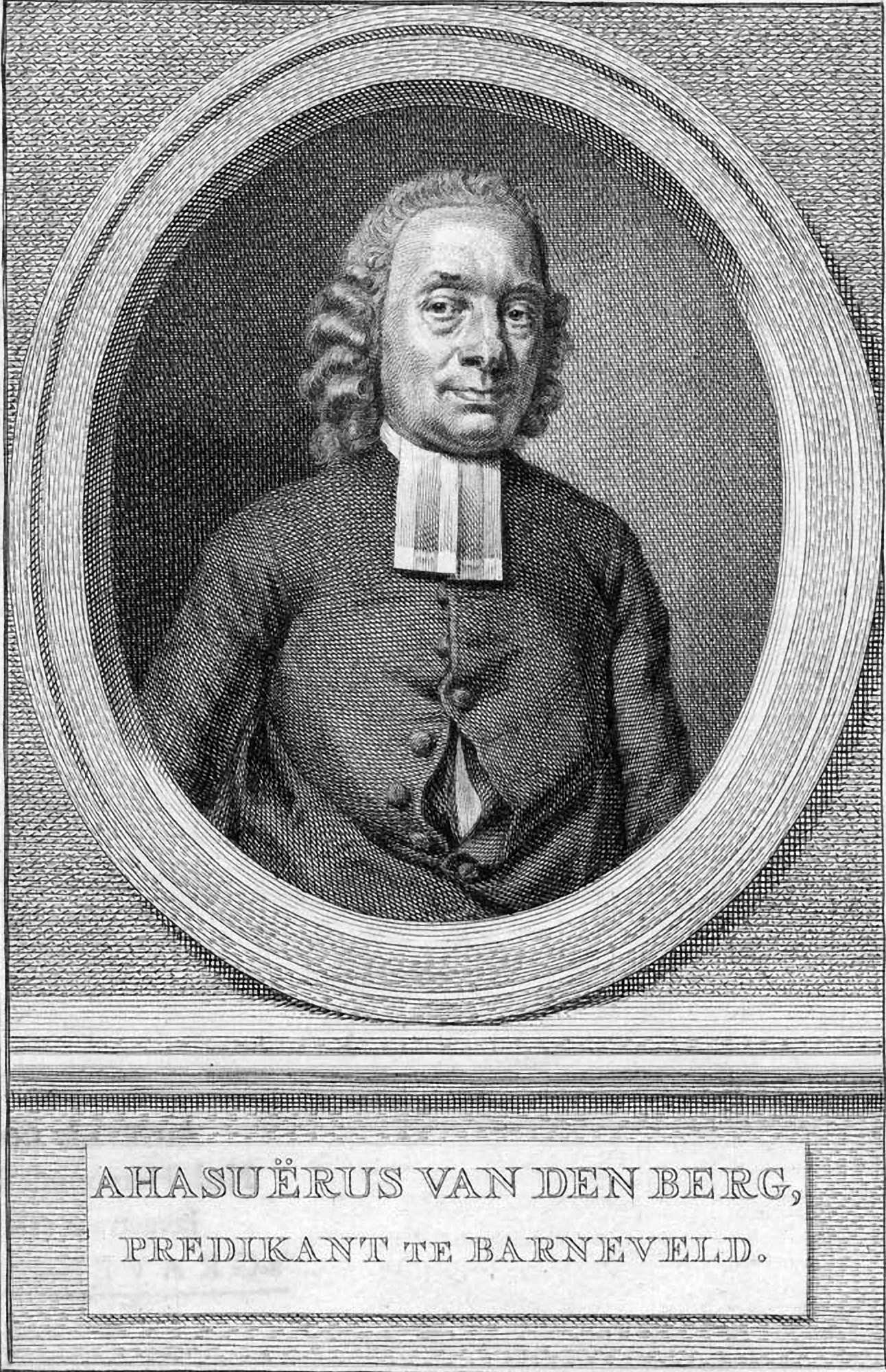
Portrait d'Ahasuerus van den Berg, gravé par Jacobus Houbraken d'après un dessin de Hendrik Pothoven, était le mentor d'Elisabeth Maria Post.

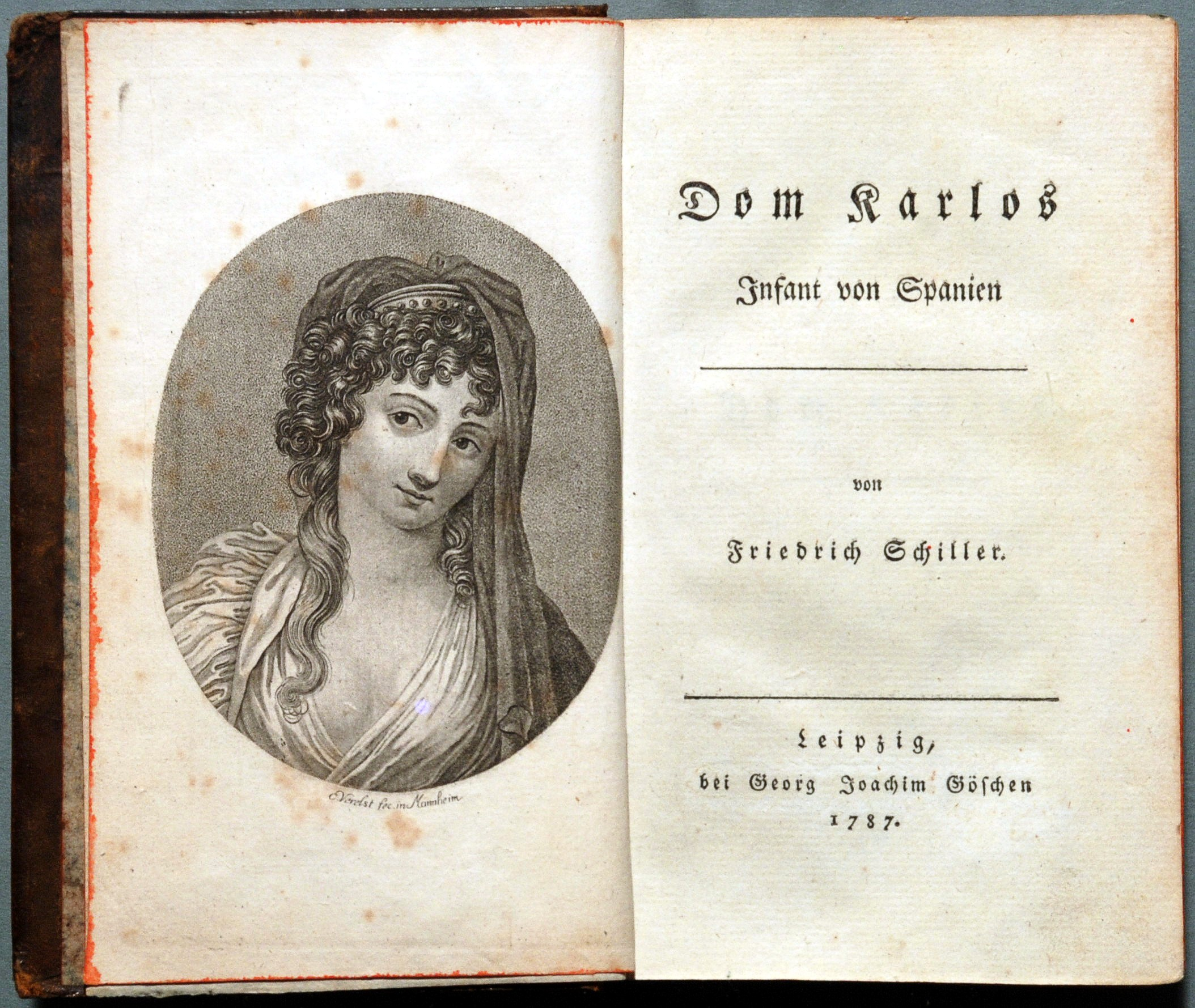
La page de titre de l'édition de 1787 de Don Karlos (Don Carlos) de Schiller, qu'Elisabeth Maria Post traduisit en 1789.

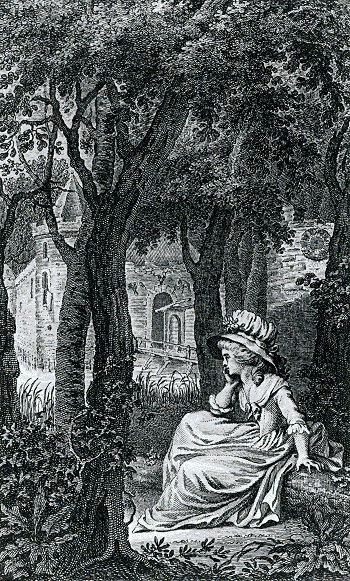
Illustration gravée pour De bouval: aan Eucrates (La Ruine : à Eucrate) du recueil Voor eenzamen (Pour solitaires, 1789), de l'autrice Elisabeth Maria Post

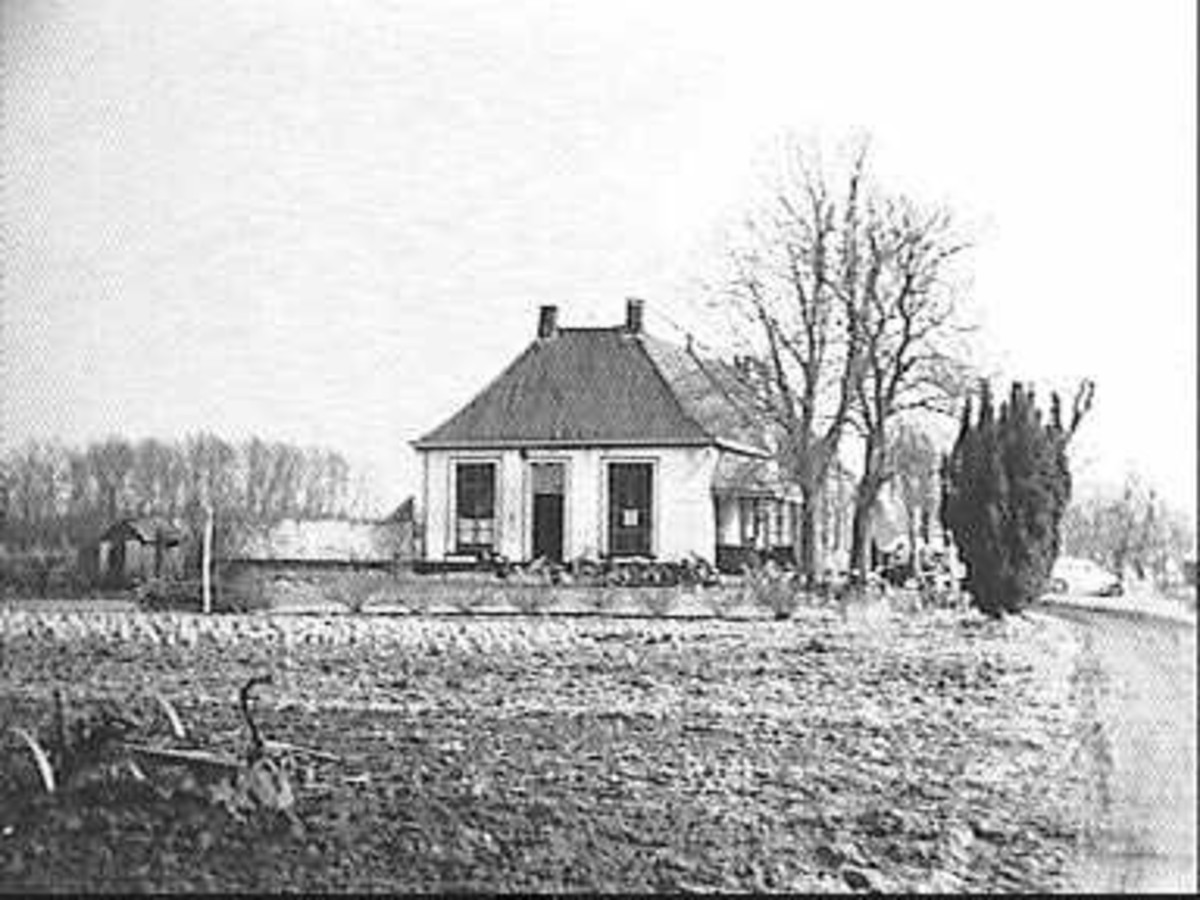
Elisabeth Maria Post fit amitié avec Charlotte Louise van der Capellen, qui habitait le Boedelhof (près de Warnsveld), ici photographié en 1960.

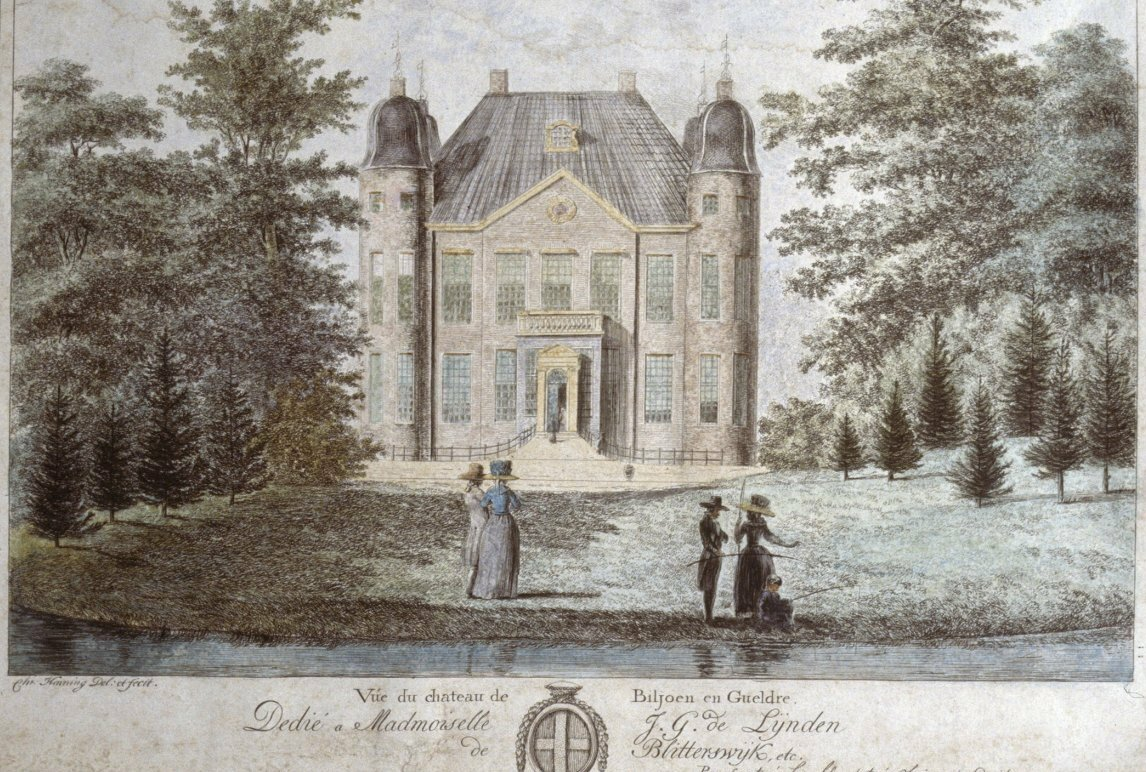
Gravure de Christiaan Henning, représentant une Vue sur le château de Biljoen. Elisabeth Maria Post se lia d'amitié avec son châtelain, Johan Frederik Willem baron de Spaen.

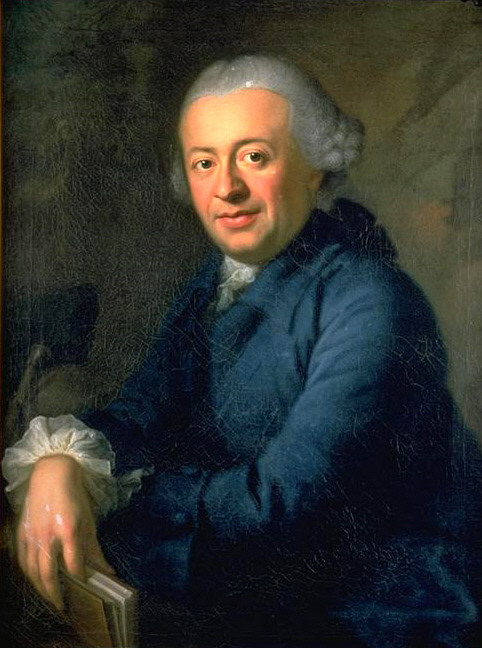
Portrait de Salomon Gessner, un des auteurs traduits par Elisabeth Maria Post, peint par Anton Graff vers 1765-1766 (Musée national suisse, Zurich).

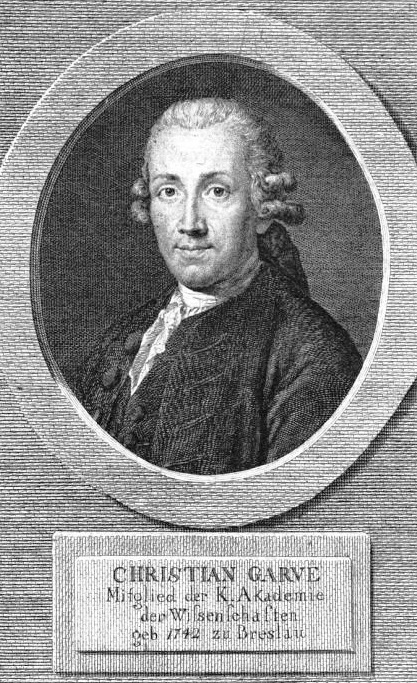
Portrait de Christian Garve, un des auteurs traduits par Elisabeth Maria Post, gravé en 1791 d'après un tableau d'Anton Graff.

### 1755-1787: Utrecht, Emminkhuizen et Amerongen
Elle était la fille d'Evert Post (1719-1787), propriétaire d'une sucrerie, et de Maria Johanna van Romondt (1724-1792). Elisabeth Post épousa en 1794 Justus Lodewijk Overdorp (1763-1844), un pasteur. Le couple n'eut pas d'enfants,.
Elisabeth Maria, sixième enfant de la famille, grandit d'abord à Utrecht, où son père occupait divers postes administratifs. Lorsque la fabrique de sucre de ce dernier eut fait faillite en 1768, la famille se vit forcée de se retirer du milieu des régents d'Utrecht et elle déménagea à Emminkhuizen (au sud de Renswoude), où la famille vécut dans des conditions précaires et où Elisabeth passa six sombres années avec pour seul divertissement la littérature. L'année 1768 fut pour elle celle du décès de deux frères : l'aîné et son jeune frère. Dans des passages autobiographiques, notamment dans Voor eenzamen (1789), Post révèle, en parlant de son enfance, que son penchant à la mélancolie et l'isolement et sa prise de conscience de la fragilité du pouvoir et du prestige s'étaient particulièrement développés dans cette période à Emminkhuizen.
Elisabeth avait environ dix-huit ans lorsque les choses tournèrent pour le mieux, son père étant devenu, en 1774, huissier, bailli, comte ou syndic de l'eau et « hofmeester » (maître de cour) et « tynsmeester » de la seigneurie d'Amerongen, où la famille s'installa dans la maison du bailli (le Drostehuis),. Post décrivit la nature et le paysage environnant, dans son premier roman Het land, in brieven (Le Pays : en lettres, de 1788). La situation financière de la famille s'améliora, et un des frères, Hermanus Hillebertus (1763-1809), parti pour la Guyane néerlandaise en 1774 pour y faire fortune,,, devint même propriétaire de plusieurs plantations. Un autre frère, Evert Johan (1757-17823), alla étudier la théologie.

### 1787-1793: Arnhem
Après la mort de son père, survenue en 1787, Elisabeth, sa mère et ses deux sœurs, Adriana Maria (1746-1831) et Didrika Johanna (1764-1841), déménagèrent à Arnhem, où Evert Johan était devenu pasteur. Elles allèrent demeurer chez lui, au presbytère. Elisabeth déménagea à contrecœur, car elle craignait de perdre sa créativité dans le brouhaha de la ville,. Bénéficiant d'un entourage stimulant – le cercle de pasteurs amateurs de la littérature, auquel appartenait son frère – elle y devint très productive. Ahasuerus van den Berg, auteur de psaumes rimés et de littérature de dévotion pour enfants, devint son mentor. Par l'intermédiaire de ce dernier, elle put publier anonymement son roman Het land (La Terre, 1788). Van Den Berg écrivit une dédicace pour ce livre, sous la forme d'une lettre adressée à la poétesse Margriet van Essen-van Haeften, de Barneveld, dans laquelle il décrit Post comme quelqu'un qui a « passé sa vie avec beaucoup de zèle dans la tranquillité rurale, tout en cultivant son esprit et en réunissant des compétences nécessaires, utiles et agréables » (« met zeer veel ijver besteed [heeft], in het beschaven van haar geest, en in het verzamelen van noodzakelijke, nuttige en aangename kundigheden »),.
Aussi proposa-t-il Post comme membre honoraire d'une société poétique à La Haye, Kunstliefde spaart geen vlijt (L'amour des arts n'épargne aucune peine), mais elle ne devint jamais membre actif à part entière, dans la mesure où elle n'avait ni connaissance des règles de l'art classique ni affinité avec celles-ci. Sa poésie suit rarement les règles : ses meilleures poésies sont entièrement ou partiellement conçues sans rimes et selon d'autres schémas métriques que ceux des ïambes obligatoires. C'est précisément grâce à un manque de scolarisation qu'elle pouvait être originale : Post est le premier littérateur néerlandais à ne pas décrire la nature selon les conventions littéraires, mais telle qu'elle l'avait observée.
Pendant les années passées à Arnhem, outre Het land, in brieven, Post publia un recueil de poèmes et de fragments en prose, intitulé Voor eenzaamen (Pour solitaires, 1789). En outre, elle écrivit son second roman épistolaire Reinhart, of natuur en godsdienst (Reinhart, ou Nature et religion), paru en trois volumes dans les années 1791-1792. De plus, en 1789, elle traduisit Don Karlos (Don Carlos) de Friedrich von Schiller. Toutes ces œuvres parurent, avec des gravures de Reinier Vinkeles, chez Johannes Allart à Amsterdam. Pour l'édition de Reinhart, Isaac van 't Hoff dessina un portrait de Post ; celle-ci se plaignit d'être représentée sous des traits exprimant trop de fierté hargneuse. Une connaissance de Post la décrit comme une femme à l'air vif et animé et en très bonne santé, au regard avisé, ouverte et souple, mais aussi de nature passionnée et impulsive : son esprit clair et sa dévotion exercée l'ont préservée des erreurs propres à ce genre de caractères (Mijn landelijke lier, ou Ma lyre pastorale, p. 12).
Le protagoniste du Land est Emilia, une jeune femme indépendante qui, opposée aux conventions sociales, essaie de mener sa propre vie à la campagne. Elle se lie d'amitié avec Eufrozyne, qui vit dans la ville. Cette amitié de l'âme les garde sur le chemin étroit de la vertu, car elles désirent se revoir dans l'au-delà, toujours unies. Emilia interprète le passage du jour à la nuit au jour comme la transition de la vie à la mort et de là à la vie éternelle. Les saisons symbolisent les étapes de la vie humaine : à l'hiver mortel succède le printemps de la vie éternelle. Les descriptions de la nature sont souvent assez modernes. Post ne suivit pas aveuglement Der Wunsch de Salomon Gessner, et non plus Das Landleben de Christian Cay Lorenz Hirschfeld, mais elle avait incorporé dans son roman épistolaire ses propres idées et expériences. Ce premier roman fut un succès : deux réimpressions parurent la même année, et un quatrième en 1794,.
Dans Voor eenzaamen (Pour solitaires), Post brise l'illusion pastorale traditionnelle que les bergers seraient des philosophes galants : son pasteur de la Veluwe est un être pitoyable et stupide, mais toujours une créature de Dieu. Dans un fragment en prose intitulé De hoop (L'Espoir), Post offre des fantasmes spectaculaires sur l’au-delà : la personne décédée peut voyager à travers la création en tant que corps spirituel en se déplaçant à la vitesse de la lumière, et rencontrera sur d'autres corps célestes des formes de vie supérieures. Reinhart, le roman de Post, est fondé sur les lettres que son frère Hermanus Hillebertus lui avait envoyées de la Guyane néerlandaise. Comme l'un des rares écrivains néerlandais, Post aborde les aspects dégradants et impies de l'esclavage, ainsi que la vie vertueuse et naturelle des Indiens, tout en employant le motif du « bon sauvage ». Elle montre comment quelqu’un qui s’oppose par principe à l'esclavage peut en arriver à tolérer cette exploitation pour des raisons économiques, ne fût-ce qu’en tant que bon maître qui traite humainement les esclaves. Des réflexions sur l'amitié, l'amour, la nature et la foi constituent les principales composantes de cette histoire d'amour aux conséquences fâcheuses. Reinhart fait l'expérience des vicissitudes du bonheur terrestre et doit lutter pour pouvoir s'abandonner à la divine Providence,. Ce roman, réimprimé en 1798, connut une traduction allemande, publiée en 1799-1800.

### 1793-1807: Velp
Après la mort de sa mère en 1792, Elisabeth Post s'installa avec sa sœur aînée Adriana Maria entre les plaines inondables et la lisière de la Veluwe. Post s'y lia d'amitié avec le propriétaire du château de Biljoen et du domaine de Beekhuizen, Johan Frederik Willem baron de Spaen, ainsi qu’avec sa sœur et ses filles. Les sœurs Post obtinrent un accès illimité à Beekhuizen et la clef de l'une des « cabanes » dans le parc paysager pour y lire et écrire. En outre, Post fit amitié avec Charlotte Louise van der Capellen, qui habitait au Boedelhof (près de Warnsveld). Dans les poèmes de cette période, elle chante les parcs paysagers, près du château de Rozendaal et du château de Biljoen, et le domaine de Beekhuizen.
En 1794, Elisabeth Post fit la rencontre de Justus Lodewijk Overdorp, pasteur à Noordwijk-Binnen et âgé de huit ans de moins qu'elle. Quoique tombée amoureuse de lui, elle se rendait bien compte qu'un mariage impliquait qu'elle devrait échanger une vie rurale indépendante à la Veluwe contre une vie régulière dans un presbytère hollandais. Dans ses poèmes, elle raconte ouvertement de ses sautes d'humeur causées par son combat intérieur sur le choix entre deux amours : la nature et Overdorp,,. Un critique des Vaderlandsche letter-oefeningen (Exercices littéraires patriotiques) a qualifié de très audacieux pour une femme les poèmes et les chansons recueillis dans Gezangen der liefde (Chants de l'amour, 1794).
S'étant finalement décidée, Elisabeth Post se maria le 23 juillet 1794 à Velp,.

### 1794-1807: Noordwijk
À Noordwijk, Post connut un passage à vide, non imputable à la relation avec Justus Overdorp qu'elle désignera même d'idyllique. Elle accomplissait ses devoirs d'épouse de pasteur, mais la campagne hollandaise ne l'inspirait pas à écrire. En outre, de ce mariage ne naquit aucun enfant. Elle souffrit d'asthme et sombra dans de profondes dépressions ; comme elle affaiblissait, on craignait pour sa vie. Overdorp réussit à la convaincre de reprendre la plume,.
Comme femme d'un pasteur, Post ne pouvait apparemment pas, ou ne voulait pas, préconiser une vie de femme indépendante comme elle l'avait fait précédemment. À cet égard, elle différait d'Elisabeth Bekker, dont le mariage avec le pasteur Wolff n'avait pas exercé une telle influence. Dans ses essais, recueillis dans Het waare genot des levens, in brieven (La Vraie Jouissance de la vie, en lettres, 1796), Post décrit la femme avant tout comme épouse, mère et éducatrice. Il est frappant de constater que, dans la dernière lettre du recueil, Over de Zijpenberg (Sur la montagne du Zijp), elle se détourne de la nature artificielle du jardin anglais, qu'elle avait encore chantée à Velp. Elle préfère, avec un brin de romantisme, la nature vierge et, parfois, sauvage.
À cette époque, elle se remit à traduire : Tafereelen uit het huiselijk leven (Scènes de la vie domestique, 1803-1804) d'après Gotthelf Wilhelm Christoph Starke, de Werken (Les Œuvres, 1804) du Suisse Salomon Gessner, et Frederica Weisz en haare dochters (Frederica Weisz et ses filles, 1806) d'après Christian Garve. On lui attribue parfois d'autres traductions de l'allemand,.
Surtout l'hiver 1806-1807 fut un moment difficile pour Post. Craignant une mort imminente, elle s'était mise à espérer que son mari serait appelé en Gueldre. Chargée de sentiments de culpabilité envers le manque de confiance en Dieu, elle écrivit, durant des mois, presque en guise de thérapie, des poèmes et des chansons sur son état, qui était le plus souvent mélancolique et religieux,,. Elle écrivit pourtant parfois encore un poème contemporain, joyeux d’esprit, sur la nature comme Het dorpje (Le Village). Par Elegie (Élégie), elle exprime l'espoir de pouvoir échanger la région aride du littoral contre un paradis terrestre en Gueldre, estimant y retrouver la santé et le bonheur. Rassemblés dans un recueil, ces poèmes furent publiés sous le titre Ontwaakte zang-lust (L'Envie de chanter réveillée, 1807).

### 1807-1812: Epe
Overdorp fut appelé à Epe, au nord de la Veluwe, en 1807. Pour sa femme, on y construisit, dans le jardin du presbytère, un cabinet de travail sous l'aspect d'un ermitage. Convalescente, elle fit des voyages dans la région. Elle se lia d'amitié avec l'ancien bourgmestre d'Elburg, le veuf et patriote Jan Hendrik Rauwenhoff, et sa fille Anna Wilhelmina, qui habitaient le domaine de Tongeren.
Des fruits des efforts littéraires qu'elle fit à cette époque ne subsiste pas plus qu'un seul titre : Ter gedachtenis van mijnen waardigen broeder HH Post, in 1809 te Demerari overleden (À la mémoire de mon digne frère Monsieur Post, décédé en 1809 à Démérara, 1810). Son état de santé se détériora rapidement ; le traitement médical fut sans effet. Elisabeth mourut le 3 juillet 1812, à l'âge de 56 ans, après une longue maladie. Quelques jours plus tard, selon sa dernière volonté, elle fut inhumée au cimetière des Rauwenhoff, en pleine nature. Bien qu'elle ne fût pas membre de la famille, elle fut la seule à qui on accorda une telle faveur,.

## Notoriété
La mort d'Elisabeth Maria Post est passée assez inaperçue. Par le président de la société poétique de La Haye, vis-à-vis de laquelle elle avait pris ses distances, elle fut commémorée en des termes les plus lyriques.
Un siècle après sa mort, le ministre J.A. Prins d'Epe mena une action pour l'érection d'un monument en l'honneur de Post. Le céramiste et potier Willem Coenraad Brouwer fabriqua à sa mémoire une grosse urne de pierre, qui, après avoir trouvé sa place, des années durant, sur la place de l'église à Epe, fut transférée à l'Église réformée. La tombe de Post sur la propriété Tongeren accueille encore régulièrement des visiteurs amateurs de lettres. Ses œuvres, tombées dans l'oubli après sa mort, retiennent à nouveau l'attention depuis la seconde moitié du XXe siècle.

## Ressources

### Sources
- (nl + en) « Elisabeth Maria Post », Biografisch Portaal van Nederland, [En ligne], [s. d.], réf. du 11 octobre 2014. [www.biografischportaal.nl].
- (nl) Klapwijk, Cees (dir.). « Elisabeth Maria Post, Utrecht 1755 – Epe 1812 », Literatuurgeschiedenis, [En ligne], [s. d.], réf. du 11 octobre 2014. [www.literatuurgeschiedenis.nl].
- (nl) Knuvelder, Gerard Petrus Maria. Handboek tot de geschiedenis der Nederlandse letterkunde, 3e vol., Bois-le-Duc, Malmberg, 1973, p. 189-190.
- (nl) Paasman, Albertus (Bert) Nicolaas. Mijn landelijke lier: poëzie en proza van Elisabeth Maria Post, Amsterdam, Amsterdam University Press, 2006, p. 8-11, 13-19. [AUP].
- (nl) Paasman, Albertus (Bert) Nicolaas. « Post, Elisabeth Maria », in : Bork (van), Gerrit Jan, et Pieter Jozias Verkruijsse (dir.), De Nederlandse en Vlaamse auteurs van middeleeuwen tot heden met inbegrip van de Friese auteurs, Weesp, De Haan, 1985, p. 454. [DNVA].
- (nl) Paasman, Albertus (Bert) Nicolaas. « Post, Elisabeth Maria », Digitaal Vrouwenlexicon van Nederland, [En ligne], 20 août 2009. [resources.huygens.knaw.nl]. [DVN].